# Метцен, Крис
Кристофер Винсент Метцен (англ. Christopher Vincent Metzen) — американский геймдизайнер, художник, актёр озвучивания. Известен своей работой по созданию вымышленных вселенных и их сценариев для трёх основных франшиз Blizzard Entertainment: Warcraft, Diablo и StarCraft. Метцен публиковал свои работы под псевдонимом «Thundergod». В 1994 году был принят на работу в Blizzard Entertainment, как аниматор и художник. Вышел на пенсию 12 сентября 2016 года спустя 22 года работы в компании.
До выхода на пенсию Метцен был старшим вице-президентом по развитию истории и франчайзингу в Blizzard Entertainment, также Крис оказывает помощь проектам компании, озвучивая ряд персонажей и способствуя их художественному оформлению. Вне Blizzard Entertainment, Крис — автор романов.

## Карьера
Метцен начал свою карьеру, работая с графикой и анимацией. Он обратился к Blizzard Entertainment, тогда известной как Silicon & Synapse, по рекомендации друга, видевшего его работы. Вскоре он был принят на работу в компанию, хотя Метцен утверждает, что в то время он не знал о Blizzard Entertainment, предполагая, что это была студия графического дизайна, а не разработчик видеоигр.
Первой работой Метцена в компании была игра Justice League Task Force, для которой он прорисовал иллюстрации и создал анимацию персонажей. Примерно в то же время, Крис также внёс вклад в игру Warcraft: Orcs and Humans в 1994 году, работая над иллюстрациями и документацией к игре. После этого работа Криса в видеоиграх Blizzard Entertainment проявляется всё чаще, он начинает заниматься дизайном, созданием концепт-артов и иллюстраций. Однако роль Метцена в развитии более поздних игр Warcraft значительно увеличилась с выходом Warcraft II: Tides of Darkness в 1995 году, которая дала ему возможность работать над вымышленной вселенной игры, а также разрабатывать различные сценарии и миссии игры.
В 1996 году, компания Blizzard Entertainment запустила свою вторую крупную ролевую игру Diablo. Вымышленная вселенная Diablo  была создана Метценом и его коллегой дизайнером Биллом Роупером. Метцен также озвучил несколько персонажей игры. В 1998 году он взял на себя роль ведущего дизайнера по научно-фантастической стратегии StarCraft. Вместе с Джеймсом Финни Метцен снова предоставил обширную историю и сценарий игры, а также организовал голосовой кастинг для озвучивания игры. В 1999 году, Метцен написал рассказ по вселенной StarCraft с коллегой и сотрудником Blizzard Entertainment Сэмом Муром. История, названная Откровения, была опубликована в весеннем выпуске Amazing Stories с обложкой, которую предоставил Сэмуайз Дидье. Возвратившись к серии Diablo в 2000 году, Метцен работал над историей, сценарием и иллюстрациями к Diablo II. В 2001 году он опубликовал роман по вселенной Warcraft под названием «Кровью и честью».
В 2002 году, начиная с Warcraft III: Reign of Chaos, Метцен занимал должность креативного директора, эту роль он держал за собой и в поздних видеоиграх Blizzard, создавал сценарии и писал историю к играм. С 2004 года работа Метцена над массовой многопользовательской ролевой онлайн-игрой World Of Warcraft была не так велика, как его ранние работы, но он по-прежнему способствовал написанию сценариев, иллюстраций и озвучиванию персонажей.
В начале 2005 года Метцен объявил, что начал работу над серией графических романов, независимых от Blizzard Entertainment. Серия, названная Солдат:76, посвящена американской гражданской войне 2010 года, со значительными внутренними и глобальными террористическими угрозами на фоне увеличения власти высших федеральных органов государственной власти США по отношению к местным органам власти. Метцен писал сценарий серии в то время, как бразильский художник Макс Велати был ответственен за иллюстрации и раскраску книги.
Крис Метцен совместно с Флинтом Диллом и художником Ливио Рамонделли создали двенадцатичастную серию комиксов Трансформеры: Автократия, которая выходила два раза в неделю. Автократия, которая публиковалась компанией IDW Publishing, была издана в 2012 году. Серия посвящена дням непосредственно перед Первой мировой войной. Действия разворачиваются после Трансформеры: Мегатрон Восхождение и представляет десептиконов, как установленную силу, и сея разногласие через Кибертрона, прежде всего за счет террористических действий. Серия посвящена автоботу Ориону Паксу. Трансформеры: Автократия была выпущена в бумажной обложке в июле 2012 года с бонусной главой, автором которой является Крис Метцен. Эта же команда является текущим разработчиком следующей серии Трансформеры: Монстросити.
В Starcraft II: Wings of Liberty Метцен озвучивал морского пехотинца и юнита линейного крейсера.
12 сентября 2016 года после почти 23 лет работы в Blizzard Entertainment, Метцен сделал заявление о выходе на пенсию, чтобы посвятить себя семье.
В 2020 году Метцен совместно с Майком Гилмартином и Райаном Коллинсом основал компанию Warchief Gaming, занимающуюся разработкой настольных игр. По словам основателей, создание настольных игр позволяет им вновь ощутить атмосферу, которая царила в Blizzard Entertainment до того, как она превратилась в AAA-компанию.
В декабре 2022 года Крис вернулся в Blizzard Entertainment к команде World of Warcraft в качестве креативного консультанта. 26 сентября 2023 года компания Blizzard сообщила в социальных сетях о переходе Метцена в основной штат компании на позицию исполнительного творческого директора вселенной Warcraft.

## Личная жизнь
Метцен описывает себя, как «гика комиксов», говоря, что впервые начал создавать комиксы в возрасте двенадцати лет, но проявил интерес к рисованию где-то в шесть лет. Он заявил, что всё ещё сохранил привычку тратить «в среднем тридцать пять долларов в неделю» на комиксы. Как поклонник Dungeons & Dragons, Метцен представляет серию романов Dragonlance и Звездных Войн, как основной источник его вдохновения. Читая комиксы таких художников, как Уолтер Симонсон и Кит Паркинсон, Метцен черпал идеи для создания своих миров, своих фантастических существ.
Он говорит, что на его художественный стиль очень сильно повлияли работы Уолта Симонсона и Джима Ли. А на создание костюмов, тем и эмоций — работы Ларри Элмор и Кита Паркинсона. Но интересы Метцена не ограничиваются только рисованием и созданием историй. Он так же увлекается поп- и рок-музыкой, ночной жизнью и внедорожными мотоциклами. 21 апреля 2013 Метцен женился на своей давней подруге Кэт Хантер, которая является менеджером лицензирования проекта в Blizzard Entertainment.

## Роли

### Видеоигры
- Diablo — Король Леорик
- StarCraft — Морпех , Линейный крейсер, Призрак
- Warcraft III: Reign of Chaos — Тралл
- Warcraft III: The Frozen Throne — Тралл, Вол’джин
- World of Warcraft — Тралл, Вол’джин, Орки, Нефариан, Рагнарос, Хаккар Свежеватель Душ
- World of Warcraft: The Burning Crusade — Тралл, Вол’джин
- World of Warcraft: Wrath of the Lich King — Тралл, Вол’джин, Вариан Ринн, Саурфанг Смертоносный/Дранош Саурфанг, Брониям.
- StarCraft II: Wings of Liberty — Морпех, Линейный крейсер
- World of Warcraft: Cataclysm — Тралл, Вол’джин, Вариан Ринн, Нефариан, Рагнарос, Хаккар Свежеватель Душ
- World of Warcraft: Mists of Pandaria — Тралл, Чародей-ритуалист Мара’ках, Капитан Халу’кал, Налак Повелитель Грома, Бог Войны Джалак
- Starcraft II: Heart of the Swarm — Морпех , Линейный крейсер
- Hearthstone: Heroes of Warcraft — Тралл, различные существа
- Heroes of the Storm — Тралл, Вариан
- World of Warcraft: Warlords of Draenor — Тралл
- Overwatch — Бастион
- World of Warcraft: Legion — Тралл, Вариан Ринн
- World of Warcraft: Battle for Azeroth — Тралл
- World of Warcraft: Shadowlands — Тралл, Вариан Ринн, Хаккар Свежеватель Душ
- Overwatch 2 — Бастион
- World of Warcraft: Dragonflight — Тралл